# Louis Lucy Le Breton
Louis Lucy Le Breton (* 23. Juli 1823 in Nogent-sur-Marne; † 15. August 1896 in Orléans) war ein führender französischer Gartenarchitekt in der zweiten Hälfte des 19. Jahrhunderts.

## Herkunft und Familie
Sein Vater war der Goldschmied Joseph Lucy Le Breton (* 1796), seine Mutter Louise Adèle Dievre (* 1799). Louis Lucy Le Breton heiratete 1850 in Orléans Anna Bidault (1827–1898). Sie hatten fünf Kinder, von denen vier das Erwachsenenalter erreichten. Der Sohn Georges (1862–1913) betrieb nach dem Tod des Vaters dessen Unternehmen weiter, firmierte unter „Le Breton & fils“ und nahm an der Weltausstellung in Paris 1900 teil.

## Werke

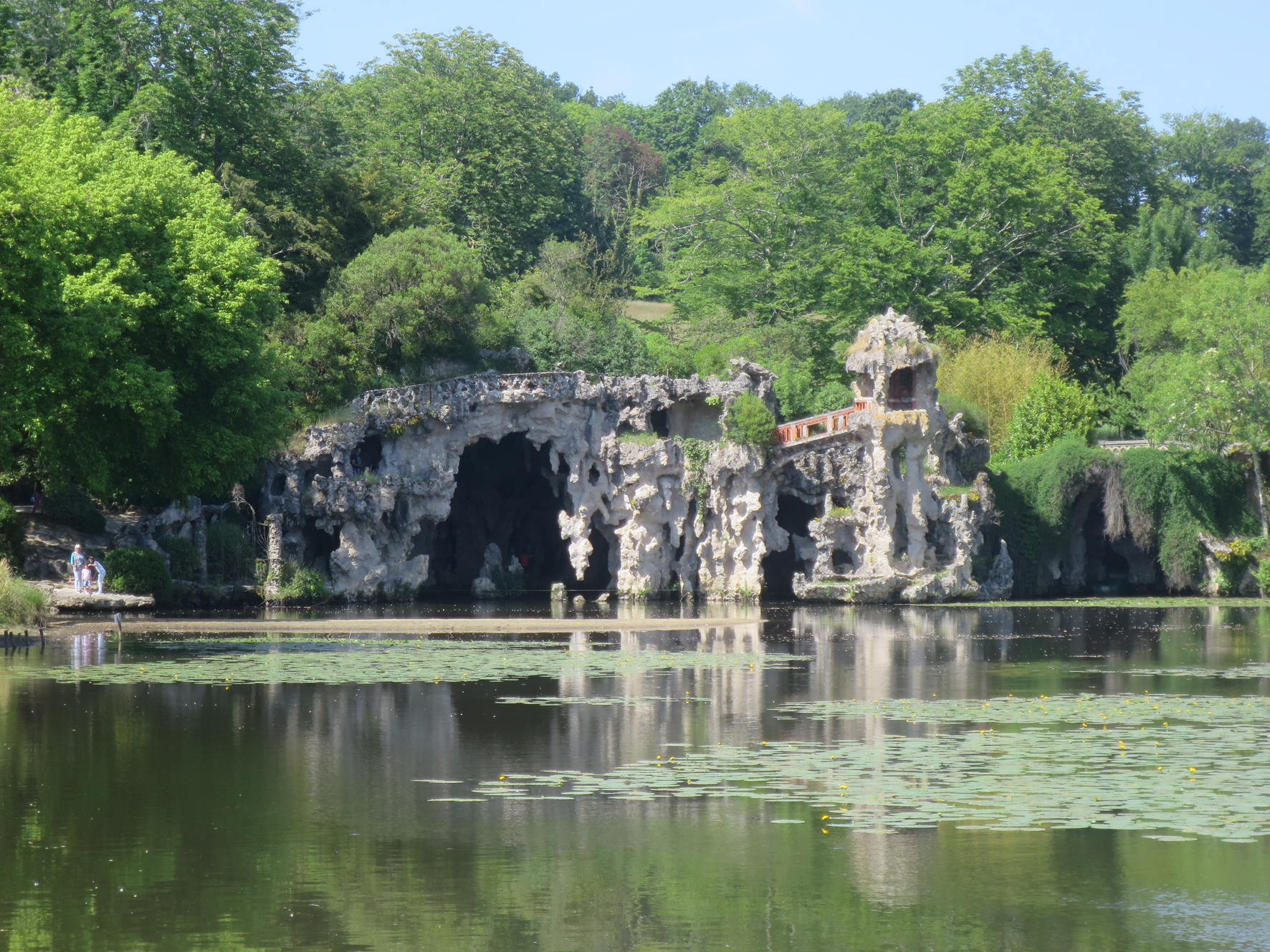
Grottenbauwerk im Parc de Dulamont in Blanquefort

Neugotische Bogenbrücke im Parc de Bourran, Merignac

Über die Ausbildung von Louis Lucy Le Breton ist nichts bekannt. Le Breton bezeichnete sich selbst als „Ingenieur Architecte-Paysagiste“. 1855 gestaltete Le Breton in seinem Wohnort, Orléans, die 22. Exposition de la Société d’Horticulture d’Orléans, eine Gartenbauausstellung, die in einem Zelt stattfand, dessen Inneres er als Landschaftsgarten, komplett mit Felsen und Wasserfall, gestaltet hatte. 1857 stellte er auf einer regionalen Gartenbauausstellung in Straßburg eigene Entwürfe aus. Ebenfalls 1857 plante er eine Gartenanlage für die Mairie von Château de La Vallière. Es ist aber nicht bekannt, ob dieser Entwurf ausgeführt wurde. 1858 stellte er auf einer regionalen Gartenbauausstellung in Blois erneut eigene Entwürfe aus und erhielt dafür eine Silbermedaille.
Noch vor 1858 gestaltete er den barocken Waldpark von Château d’Herbault um, eine Anlage von 40 ha. 1860 gestaltete er einen Park in Montauban anlässlich der jährlichen Ausstellung des regionalen Gartenbauvereins. Er erhielt dafür wieder eine Silbermedaille. Von dem Park hat sich kaum etwas erhalten. 1867 zeigte er auf der Weltausstellung in Paris eine Reihe von Plänen und erhielt eine Bronzemedaille, auf der Weltausstellung 1878 eine Silber- und der von 1889 eine Goldmedaille. 1896 kam, kurz vor seinem Tod, eine weitere Goldmedaille hinzu, die ihm die Société d’hoticulture für die Parkanlagen von Bourran und Dulamont verlieh. Dies sind auch die einzigen Anlagen, die – wenn auch nur teilweise – von seinem umfangreichen Werk erhalten sind. Allein in der Umgebung von Bordeaux waren es ursprünglich mindestens 11. Darüber hinaus sind folgende Arbeiten von ihm relativ gut dokumentiert:
- 1856 Park des Château Cuissy bei Lion-en-Sullias, der durch eine Überflutung der Loire verwüstet worden war[5]
- Park in La Chapelle-Saint-Mesmin[6]
- 1861 (?) Park von Château Reyville in Saint-Cyr-en-Val (Loiret)[5]

Er sicherte sich ein Patent auf ein von ihm entwickeltes Kugelventil, dass er zur Wasserversorgung in Parkanlagen einsetzte.

## Wissenswert
Le Breton war seit 1859 Mitglied der Société impériale et centrale d’horticulture.